# Monkeyshines, No. 1
Monkeyshines, No. 1 (česky Monkeyshines, č. 1) je britský němý film z roku 1890. Režiséry jsou William Kennedy Dickson (1860–1935) a William Heise (1847–1910). Film trvá necelou minutu.

## Děj
Film zachycuje bíle oblečeného muže, jak gestikuluje.

## Obsazení
| Giuseppe Sacco Albanese | muž |